# Lotta ai Giochi della VIII Olimpiade
Le gare di lotta dei Giochi della VIII Olimpiade si sono svolte presso il Vélodrome d'hiver a Parigi dal 6 al 10 luglio 1924 per quanto riguarda le 6 categorie della lotta greco-romana e dall'11 al 14 luglio 1924 per le 7 categorie della lotta libera (tutte maschili).

## Podi

### Lotta libera
| Evento                        | Oro                | Argento         | Bronzo           |
| Pesi gallo (dettagli)         | Kustaa Pihlajamäki | Kaarlo Mäkinen  | Bryan Hines      |
| Pesi piuma (dettagli)         | Robin Reed         | Chet Newton     | Katsutoshi Naito |
| Pesi leggeri (dettagli)       | Russell Vis        | Volmar Wikström | Arvo Haavisto    |
| Pesi welter (dettagli)        | Hermann Gehri      | Eino Leino      | Otto Müller      |
| Pesi medi (dettagli)          | Fritz Hagmann      | Pierre Ollivier | Vilho Pekkala    |
| Pesi medio-massimi (dettagli) | John Spellman      | Rudolf Svensson | Charles Courant  |
| Pesi massimi (dettagli)       | Harry Steel        | Henri Wernli    | Archie MacDonald |

### Lotta greco-romana
| Evento                        | Oro               | Argento             | Bronzo           |
| Pesi gallo (dettagli)         | Eduard Pütsep     | Anselm Ahlfors      | Väinö Ikonen     |
| Pesi piuma (dettagli)         | Kalle Anttila     | Aleksanteri Toivola | Erik Malmberg    |
| Pesi leggeri (dettagli)       | Oskari Friman     | Lajos Keresztes     | Kalle Westerlund |
| Pesi medi (dettagli)          | Edvard Westerlund | Arthur Lindfors     | Roman Steinberg  |
| Pesi medio-massimi (dettagli) | Carl Westergren   | Rudolf Svensson     | Onni Pellinen    |
| Pesi massimi (dettagli)       | Henri Deglane     | Edil Rosenqvist     | Rajmund Badó     |

## Medagliere
| Posizione | Paese         |    |    |    | Totale |
| --------- | ------------- | -- | -- | -- | ------ |
| 1         | Finlandia     | 4  | 7  | 5  | 16     |
| 2         | Stati Uniti   | 4  | 1  | 1  | 6      |
| 3         | Svizzera      | 2  | 1  | 2  | 5      |
| 4         | Svezia        | 1  | 2  | 1  | 4      |
| 5         | Estonia       | 1  | 0  | 1  | 2      |
| 6         | Francia       | 1  | 0  | 0  | 1      |
| 7         | Ungheria      | 0  | 1  | 1  | 2      |
| 8         | Belgio        | 0  | 1  | 0  | 1      |
| 9         | Gran Bretagna | 0  | 0  | 1  | 1      |
| 9         | Giappone      | 0  | 0  | 1  | 1      |
| Totale    | Totale        | 13 | 13 | 13 | 39     |